# Patrick Brice
Donat Patrick Kack-Brice (Grass Valley, California, Estados Unidos, 23 de abril de 1983) conocido profesionalmente como Patrick Brice, es un director de cine,  actor, guionista y director de fotografía estadounidense. Es conocido por dirigir las películas Creep (2014), The Overnight (2015), Corporate Animals (2019) y There's Someone Inside Your House (2021).

## Carrera
Brice nació y se crio en Grass Valley, California. Se graduó con un BFA de la Escuela de Cine y Vídeo del Instituto de las Artes de California. Creep, su primer largometraje como director, escritor y actor, coprotagonizado por Mark Duplass, fue producido por Blumhouse Productions. Se estrenó en el Festival SXSW 2014 y se estrenó a través de Netflix. Su segundo largometraje como director y escritor, The Overnight, protagonizado por Adam Scott, Taylor Schilling y Jason Schwartzman, se estrenó en el Festival de Cine de Sundance de 2015 y fue estrenado por The Orchard.
Posteriormente escribió y dirigió Creep 2, protagonizada por Duplass y Desiree Akhavan. Se lanzó en 2017 también a través de Netflix. Su siguiente película como director, Corporate Animals, protagonizada por Ed Helms y Demi Moore, se estrenó en el Festival de Cine de Sundance de 2019.
En marzo de 2019 se anunció que Brice dirigiría la película slasher de Netflix There's Someone Inside Your House. La película está basada en una adaptación de la novela de 2017 del mismo nombre de Stephanie Perkins, con Henry Gayden a la cabeza del guion. Fue producido por 21 Laps Entertainment y Atomic Monster Productions. La película se estrenó el 6 de octubre de 2021.
En julio de 2020, se anunció que Brice desarrollaría, escribiría y dirigiría una adaptación cinematográfica para HBO Max basada en la novela de suspenso de Owen Laukkanen, titulada The Wild.

## Filmografía

### Cine
| Año  | Título                            | Director | Guionista | Actor | Nota                           |
| ---- | --------------------------------- | -------- | --------- | ----- | ------------------------------ |
| 2012 | Leave Me Like You Found Me        | No       | No        | Sí    |                                |
| 2014 | Creep                             | Sí       | Sí        | Sí    |                                |
| 2015 | The Overnight                     | Sí       | Sí        | No    |                                |
| 2017 | Creep 2                           | Sí       | Sí        | Sí    | También director de fotografía |
| 2019 | Corporate Animals                 | Sí       | No        | No    |                                |
| 2021 | There's Someone Inside Your House | Sí       | No        | No    |                                |

### Televisión
| Año       | Título          | Director | Guionista | Nota                     |
| --------- | --------------- | -------- | --------- | ------------------------ |
| 2017-2020 | Room 104        | Sí       | Sí        | 6 episodios              |
| 2024      | The Creep Tapes | Sí       | Sí        | Dirigió los 6 episodios. |

### Cortometrajes
- 2006: Love-Love
- 2010: Wolf Creek
- 2011: Maurice (cortometraje documental)
- 2015: Hang Loose

## Premios y nominaciones
| Año  | Premio                                      | Categoría                                              | Trabajo           | Resultado |
| ---- | ------------------------------------------- | ------------------------------------------------------ | ----------------- | --------- |
| 2012 | Chicago Underground Film Festival           | Premio del Jurado a Mejor Cortometraje Documental      | Maurice           | Nominado  |
| 2012 | Florida Film Festival                       | Gran Premio del Jurado a Mejor Cortometraje Documental | Maurice           | Ganador   |
| 2014 | Festival Internacional de Cine de Chicago   | Premio de la Audiencia                                 | Creep             | Nominado  |
| 2014 | Festival de Cine de Sitges                  | Mención Especial - Official Fantàstic Panorama         | Creep             | Ganador   |
| 2014 | SXSW Film Festival                          | Premio del Público                                     | Creep             | Nominado  |
| 2015 | deadCenter Film Festival                    | Mejor Narrativa en Largometraje                        | The Overnight     | Ganador   |
| 2015 | Festival Internacional de Cine de Edimburgo | Premio del Público                                     | The Overnight     | Nominado  |
| 2015 | Festival de Cine de Sundance                | Gran Premio del Jurado                                 | The Overnight     | Nominado  |
| 2016 | Americana Film Fest                         | Premio Next                                            | The Overnight     | Nominado  |
| 2016 | iHorror Awards                              | Mejor Película Indie de Horror                         | Creep             | Ganador   |
| 2017 | Sheffield Horror Film Festival              | Premio del Público a Mejor Largometraje                | Creep 2           | Ganador   |
| 2017 | Festival de Cine de Sitges                  | Mejor Película - Official Fantàstic Panorama           | Creep 2           | Ganador   |
| 2019 | Festival de Cine de Sitges                  | Mejor Película - Official Fantàstic Competition        | Corporate Animals | Nominado  |